# 김정관 (1968년)
김정관(金正官, 1968년~)는 대한민국의 제9대 산업통상자원부 장관이다.

## 상세
행정고시 합격 이후 기획재정부에 입부하여, 한국은행, 국제부흥개발은행 등에서 근무하였다. 이후 공직에서 벗어나 두산에너빌리티에서 임원으로 근무하며, 체코 원자력 발전소 수주에 참여하였다. 이재명 정부의 초대 산업통상자원부 장관으로 지명되었으며, 국회 인사청문회를 통과하고 2025년 7월 19일에 취임하였다.
| 전임 안덕근 | 제9대 산업통상자원부 장관 2025년 7월 19일~ | 후임 현직 |